# Phoeniculus damarensis
La abubilla arbórea violeta (Phoeniculus damarensis) es una especie de ave bucerotiforme de la familia Phoeniculidae. Se la encuentra en Angola, Kenia, Namibia, y Tanzania.

## Taxonomía
A veces P. damarensis granti es considerada una especie plena.